# جعفری بیابانی
جعفری بیابانی یا لماتیوم (نام علمی: Lomatium) نام یک سرده از تیره چتریان است.